# Manifeste des 61

Le manifeste des 61 ou déclaration des 61, ou motion des 61 est une déclaration signée le 26 septembre 1955, pendant la guerre d'Algérie, par 61 personnalités politiques algériennes modérées appelant à la reconnaissance du fait algérien et à la condamnation de la répression civile par l'armée coloniale.

## Histoire
Le 26 septembre 1955, 90 élus du deuxième collège se réunissent dans un sous-sol du boulevard Audin (actuel boulevard Colonel-Amirouche). 61 d'entre eux tombent d'accord sur une déclaration commune.

## Contenu du manifeste
Le contenu du manifeste est le suivant, :

« Ce jour, 26 septembre 1955, en raison de la gravité des événements que traverse l'Algérie, les élus du deuxième collège soussignés, appartenant :
1. à l'Assemblée nationale,
2. au Conseil de la République,
3. à l'Assemblée de l'Union française,
4. et à l'Assemblée algérienne,

se sont réunis à l'effet de préciser leur attitude :
Ils tiennent tout d'abord à dénoncer et à condamner formellement la répression aveugle qui frappe un nombre considérable d'innocents, appliquant le principe de la responsabilité collective à une population sans défense.
Ils demandent la cessation immédiate de cette répression et le retour à une conception plus saine et normale des règles de la justice.
Analysant les raisons profondes des troubles actuels, ils affirment solennellement qu'elles sont essentiellement d'ordre politique.
Ils sont ainsi conduits à constater que la politique dite d'intégration, qui n'a jamais été sincèrement appliquée malgré les demandes réitérées des élus du deuxième collège, est actuellement dépassée.
L'immense majorité des populations est présentement acquise à l'idée nationale algérienne.
Interprètes fidèles de cette volonté, les élus soussignés croient de leur devoir d'orienter leur action dans la réalisation de cette aspiration.
À cet effet, ils donnent mission impérative à tous leurs parlementaires de défendre cette politique devant toutes les instances parlementaires et gouvernementales qu'ils mettront en face de leurs responsabilités.
Ils décident de créer un comité permanent de coordination de l'action des élus à tous les échelons qui aura pour tâche de suivre l'évolution de la situation politique. »

Le comité permanent est composé de Mohammed Bendjelloul, Boudjema Ould Aoudia, Salah Arzour, Hachemi Benchennouf, Moktar Tamzali, Ahmed Francis et Kaddour Sator.
Le texte est lu devant l'Assemblée nationale le 12 octobre 1955.

## Liste de signataires
La composition des signataires est la suivante, :
- 10 députés à l'Assemblée nationale (sur 15)[8] ;
  1. Mohammed Saleh Bendjelloul (Constantine),
  2. Abdelkader Cadi (Constantine),
  3. Mohamed Bengana (Constantine),
  4. Abdelmadjid Ourabah (Constantine),
  5. Allaoua Ben Aly Chérif (Constantine),
  6. Mostefa Benbahmed (Constantine),
  7. Amar Naroun (Constantine),
  8. Ali Ben Lakhdar Brahimi (Alger),
  9. Abderrahmane Bentounès (Alger),
  10. Ahmed Aït-Ali (Alger) ;
- 5 sénateurs au Conseil de la République (sur 7)[8] :
  1. Chérif Benhabyles (Constantine),
  2. Abdallah Mahdi (Constantine),
  3. El-Hadi Mostefaï (Constantine),
  4. Abdennour Tamzali (Alger),
  5. Khelladi Benmiloud (Oran) ;
- 4 conseillers de l'Union française (sur 9)[8] :
  1. Mohand Saïd Lechani (Alger),
  2. Aziz Benamor (Constantine),
  3. Allel Bentchicou (Constantine),
  4. Ahmed Boumendjel (élu par l'Assemblée algérienne) ;
- 42 délégués à l'Assemblée algérienne (sur 59)[8] :
  1. Ferhat Abbas (Constantine),
  2. Ahmed Aït Chalaal,
  3. Salah Akzoun (Constantine),
  4. Brahim Azzizi (Constantine),
  5. Brahim Bayoud (Territoires du Sud),
  6. Youssef Benabid (Constantine),
  7. Hadj Moatta Benaboud (Constantine),
  8. Benaly Cherif Ahmed,
  9. Hachemi Benchennouf,
  10. Ben UI Hadj Saïd,
  11. Bengana,
  12. Bensalem,
  13. Bentaïeb,
  14. Bentounes Menaa,
  15. Bouchenafa,
  16. Boulsane,
  17. Boutaleb Abdelkader,
  18. Boutaleb Hocine,
  19. Brahimi Aïssa,
  20. Chentouf Adda,
  21. Abderrahmane Farès,
  22. Ferhat Belkacem,
  23. Ahmed Francis,
  24. Ghlammallah,
  25. Hamouda,
  26. Arbi Haouer,
  27. Illoul,
  28. Imalhayene,
  29. Khiar Lehreche,
  30. Lakhdari,
  31. Madi,
  32. Mecheri,
  33. Menia,
  34. Mesbah,
  35. Ould Aoudia,
  36. Sahli,
  37. Serraoui,
  38. Kaddour Sator,
  39. Tabani,
  40. Moktar Tamzali,
  41. Tidjani,